# 云雨增二
云雨增二（14 Piscium / 双鱼座14）是双鱼座的一颗恒星，距离地球约230光年。在中国古代天文中，它属于壁宿的星官云雨的第二增星。它表面温度约为7,500到10,000K，看起来是一颗白色的恒星。